# Aaron Shust
 (mars 2012).
Si vous disposez d'ouvrages ou d'articles de référence ou si vous connaissez des sites web de qualité traitant du thème abordé ici, merci de compléter l'article en donnant les références utiles à sa vérifiabilité et en les liant à la section « Notes et références ».
Aaron Michael Shust, né le 31 octobre 1975, à Chicago, en Illinois, est un chanteur de musique chrétienne contemporaine américain.

## Biographie
Il est né à Chicago, dans l'Illinois et a grandi près de Pittsburgh (Pennsylvanie) . Il a chanté pour la première fois à l’âge de 3 ans à l’Église de l'Alliance de Crestmont à Aliquippa, affiliée à l’Union mondiale de l'Alliance . Il a étudié la musique au Toccoa Falls College en Géorgie.
En 2000, il est devenu conducteur de louange à l'église Perimeter de Duluth, en Géorgie, jusqu’en 2005.
En 2005, il a sorti son premier album Anything Worth Saying.
En 2011, il est devenu conducteur de louange dans l’Église de son enfance à Aliquippa.

## Récompenses
Sa chanson My Savior My God a reçu un Dove Award dans la catégorie Chanson de l'année en 2007.